# GP2-Asia-Serie-Saison 2011
Die GP2-Asia-Serie-Saison 2011 war die vierte und letzte Saison der GP2-Asia-Serie. Die Saison begann am 11. Februar auf der Yas-Insel und endete am 20. März in Imola. Zwei geplante Rennwochenenden in as-Sachir wurden wegen der Proteste in Bahrain 2011 abgesagt. Romain Grosjean gewann zum zweiten Mal den Meistertitel der GP2-Asia-Serie. DAMS, sein Rennstall, gewann die Teamwertung.

## Teams und Fahrer
| Team                    | Auto # | Fahrer              | Rennwochenende | Quelle |
| ----------------------- | ------ | ------------------- | -------------- | ------ |
| iSport International    | 01     | Marcus Ericsson     | Alle           | [ 2 ]  |
| iSport International    | 02     | Sam Bird            | Alle           | [ 2 ]  |
| Arden International     | 03     | Josef Král          | Alle           | [ 3 ]  |
| Arden International     | 04     | Jolyon Palmer       | Alle           | [ 3 ]  |
| Lotus ART               | 05     | Jules Bianchi       | Alle           | [ 5 ]  |
| Lotus ART               | 06     | Esteban Gutiérrez   | Alle           |        |
| Super Nova Racing       | 07     | Fairuz Fauzy        | Alle           | [ 6 ]  |
| Super Nova Racing       | 08     | Johnny Cecotto jr.  | Alle           | [ 7 ]  |
| DAMS                    | 09     | Romain Grosjean     | Alle           | [ 8 ]  |
| DAMS                    | 10     | Pål Varhaug         | Alle           | [ 8 ]  |
| Scuderia Coloni         | 11     | Michael Herck       | Alle           | [ 9 ]  |
| Scuderia Coloni         | 12     | James Jakes         | 1              | [ 10 ] |
| Scuderia Coloni         | 12     | Luca Filippi        | 2              | [ 11 ] |
| Ocean Racing Technology | 14     | Andrea Caldarelli   | Alle           | [ 12 ] |
| Ocean Racing Technology | 15     | Oliver Turvey       | Alle           | [ 12 ] |
| Barwa Addax Team        | 16     | Charles Pic         | Alle           |        |
| Barwa Addax Team        | 17     | Giedo van der Garde | Alle           |        |
| Trident Racing          | 18     | Stefano Coletti     | Alle           | [ 5 ]  |
| Trident Racing          | 19     | Rodolfo González    | Alle           | [ 13 ] |
| Rapax                   | 20     | Fabio Leimer        | Alle           | [ 14 ] |
| Rapax                   | 21     | Julian Leal         | Alle           | [ 15 ] |
| Racing Engineering      | 22     | Nathanaël Berthon   | Alle           | [ 16 ] |
| Racing Engineering      | 23     | Dani Clos           | Alle           | [ 16 ] |
| Carlin                  | 24     | Michail Aljoschin   | Alle           | [ 17 ] |
| Carlin                  | 25     | Max Chilton         | Alle           | [ 17 ] |
| Team AirAsia            | 26     | Luiz Razia          | Alle           | [ 18 ] |
| Team AirAsia            | 27     | Davide Valsecchi    | Alle           | [ 18 ] |

### Änderungen bei den Teams
DPR und Meritus gingen in der Saison 2011 nicht mehr an den Start. Dafür nahmen mit Carlin, Racing Engineering und Team AirAsia drei neue Teams an der Saison teil. ART Grand Prix wurde ab dieser Saison von Lotus Cars unterstützt und trat unter dem Namen ART Lotus an. Da das Team AirAsia dem Teamchef von Lotus Racing gehört, kam es zu der kuriosen Situation, dass Lotus Cars und Lotus Racing gegeneinander antreten.

### Änderungen während der Saison
Luca Filippi kehrte zum zweiten Rennwochenende in die GP2-Asia-Serie zurück und ersetzte James Jakes bei der Scuderia Coloni. Jakes nahm zuvor an Testfahrten der IndyCar Series teil.

## Rennkalender
Der Rennkalender der GP2-Asia-Serie bestand ursprünglich aus drei Rennwochenenden auf zwei Strecken. Wegen politischer Unruhen in Bahrain musste das zweite Rennwochenende, das für vom 17. bis zum 19. Februar geplant war, vor Beginn des Trainings abgesagt werden. Das letzte Rennwochenende sollte vom 11. bis zum 13. März auf dem Bahrain International Circuit im Rahmenprogramm der Formel 1 ausgetragen werden, doch auch dieses Rennwochenende wurde zusammen mit dem Großen Preis von Bahrain ebenfalls abgesagt.
Schließlich gab die Serie Anfang März bekannt, dass das Saisonfinale ins europäische Imola auf das Autodromo Enzo e Dino Ferrari verlegt wurde.
| Nr. | Datum       | Rennstrecke                               | Sieger          | Zweiter             | Dritter             | Pole-Position   | Schnellste Rennrunde |
| --- | ----------- | ----------------------------------------- | --------------- | ------------------- | ------------------- | --------------- | -------------------- |
| 01. | 11. Februar | Yas Marina Circuit (Yas-Insel)            | Jules Bianchi   | Romain Grosjean     | Davide Valsecchi    | Romain Grosjean | Jules Bianchi        |
| 02. | 12. Februar | Yas Marina Circuit (Yas-Insel)            | Stefano Coletti | Josef Král          | Marcus Ericsson     |                 | Charles Pic          |
| 0–. | 18. Februar | Bahrain International Circuit (as-Sachir) | Abgesagt        | Abgesagt            | Abgesagt            | Abgesagt        | Abgesagt             |
| 0–. | 19. Februar | Bahrain International Circuit (as-Sachir) | Abgesagt        | Abgesagt            | Abgesagt            | Abgesagt        | Abgesagt             |
| 0–. | 12. März    | Bahrain International Circuit (as-Sachir) | Abgesagt        | Abgesagt            | Abgesagt            | Abgesagt        | Abgesagt             |
| 0–. | 13. März    | Bahrain International Circuit (as-Sachir) | Abgesagt        | Abgesagt            | Abgesagt            | Abgesagt        | Abgesagt             |
| 03. | 19. März    | Autodromo Enzo e Dino Ferrari (Imola)     | Romain Grosjean | Giedo van der Garde | Jules Bianchi       | Romain Grosjean | Romain Grosjean      |
| 04. | 20. März    | Autodromo Enzo e Dino Ferrari (Imola)     | Dani Clos       | Fabio Leimer        | Giedo van der Garde |                 | Romain Grosjean      |

## Rennberichte

### 1. Rennwochenende: Yas Marina Circuit

#### Hauptrennen
| Platz | Fahrer           | Team         | Zeit        |
| ----- | ---------------- | ------------ | ----------- |
| 1     | Jules Bianchi    | Lotus ART    | 1:22:04.643 |
| 2     | Romain Grosjean  | DAMS         | + 6,681     |
| 3     | Davide Valsecchi | Team AirAsia | + 12,794    |
| PP    | Romain Grosjean  | DAMS         | 1:36,041    |
| SR    | Jules Bianchi    | Lotus ART    | 1:38,141    |

Das Hauptrennen auf dem Yas Marina Circuit fand am 11. Februar 2011 statt und ging über eine Distanz von 33 Runden à 4,730 km, was einer Gesamtdistanz von 156,090 km entspricht. Das GP2-Asia-Rennwochenende fand auf einer kürzeren Streckenvariante als beim letzten GP2-Rennwochenende auf dem Yas Marina Circuit statt.
Ursprünglich sollte das Rennen über eine Distanz von 36 Runden ausgetragen werden. Es musste allerdings nach einem Startunfall zur Reinigung der Strecke unterbrochen werden. Dani Clos blieb beim Start stehen. Luiz Razia sah nicht, dass Clos stehen geblieben war, und fuhr seitwärts in sein Auto rein. Dabei wurden beide Autos zur Seite geschoben und trafen Pål Varhaug, der ebenfalls ausfiel. Alle drei Piloten blieben unverletzt.
Im Folgenden bestimmte ein Zweikampf um den ersten Platz zwischen Jules Bianchi, der schon vor dem Abbruch an Romain Grosjean vorbeigefahren war, das Rennen. Während es Bianchi nicht gelang, sich von Grosjean zu lösen, schaffte Grosjean es nicht Bianchi zu überholen. Auch nach den Boxenstopps blieb die Reihenfolge der beiden Piloten unverändert. Erst wenige Runden vor Rennende gab Grosjean das Duell auf und ließ Bianchi wenige Sekunden davon fahren.
Auf den vorderen Positionen ereigneten sich wenige Überholmanöver auf der Strecke. Allerdings gelang es Marcus Ericsson noch kurz vor Rennende, an Giedo van der Garde vorbeizufahren und die vierte Position einzunehmen.
Bianchi gewann schließlich vor Grosjean. Dritter wurde Davide Valsecchi, der ein unauffälliges Rennen fuhr und gleich im ersten Rennen für das neue Team AirAsia Punkte erzielte. Die weiteren Punkte gingen an Ericsson, van der Garde, Josef Král, Sam Bird und Stefano Coletti.
Max Chilton, der auf dem achten Platz ins Ziel kam, wurde nachträglich mit einer 20-Sekunden-Strafe belegt und fiel auf den zwölften Platz zurück. Chilton hatte bei einem Überholmanöver gegen Coletti in der letzten Runde die Strecke abgekürzt.
| Pos. | Nr. | Fahrer              | Team                    | Runden | Zeit        | Start | Schnellste Runde |
| ---- | --- | ------------------- | ----------------------- | ------ | ----------- | ----- | ---------------- |
| 01   | 05  | Jules Bianchi       | Lotus ART               | 33     | 1:22:04,643 | 02    | 1:38,141 (31.)   |
| 02   | 09  | Romain Grosjean     | DAMS                    | 33     | + 6,681     | 01    | 1:38,890 (15.)   |
| 03   | 27  | Davide Valsecchi    | Team AirAsia            | 33     | + 12,794    | 03    | 1:38,997 (13.)   |
| 04   | 01  | Marcus Ericsson     | iSport International    | 33     | + 14,001    | 06    | 1:38,891 (23.)   |
| 05   | 17  | Giedo van der Garde | Barwa Addax Team        | 33     | + 15,198    | 05    | 1:38,987 (20.)   |
| 06   | 03  | Josef Král          | Arden International     | 33     | + 20,601    | 08    | 1:39,080 (28.)   |
| 07   | 02  | Sam Bird            | iSport International    | 33     | + 24,412    | 11    | 1:39,423 (24.)   |
| 08   | 18  | Stefano Coletti     | Trident Racing          | 33     | + 36,809    | 19    | 1:39,204 (10.)   |
| 09   | 16  | Charles Pic         | Barwa Addax Team        | 33     | + 37,411    | 14    | 1:38,267 (29.)   |
| 10   | 20  | Fabio Leimer        | Rapax                   | 33     | + 40,252    | 15    | 1:39,911 (33.)   |
| 11   | 19  | Rodolfo González    | Trident Racing          | 33     | + 48,587    | 23    | 1:39,591 (11.)   |
| 12   | 25  | Max Chilton         | Carlin                  | 33     | + 51,866    | 07    | 1:39,609 (32.)   |
| 13   | 11  | Michael Herck       | Scuderia Coloni         | 33     | + 59,963    | 12    | 1:39,868 (18.)   |
| 14   | 04  | Jolyon Palmer       | Arden International     | 33     | + 1:07,206  | 18    | 1:40,033 (28.)   |
| 15   | 08  | Johnny Cecotto jr.  | Super Nova Racing       | 33     | + 1:08,136  | 16    | 1:40,014 (15.)   |
| 16   | 14  | Andrea Caldarelli   | Ocean Racing Technology | 33     | + 1:37,978  | 20    | 1:39,335 (10.)   |
| 17   | 12  | James Jakes         | Scuderia Coloni         | 32     | DNF         | 25    | 1:39,881 (09.)   |
| 18   | 15  | Oliver Turvey       | Ocean Racing Technology | 32     | + 1 Runde   | 13    | 1:39,839 (27.)   |
| —    | 22  | Nathanaël Berthon   | Racing Engineering      | 24     | DNF         | 10    | 1:39,674 (17.)   |
| —    | 21  | Julian Leal         | Rapax                   | 19     | DNF         | 17    | 1:40,250 (13.)   |
| —    | 07  | Fairuz Fauzy        | Super Nova Racing       | 19     | DNF         | 26    | 1:39,804 (16.)   |
| —    | 06  | Esteban Gutiérrez   | Lotus ART               | 18     | DNF         | 09    | 1:40,491 (15.)   |
| —    | 24  | Michail Aljoschin   | Carlin                  | 10     | DNF         | 24    | 1:41,062 (08.)   |
| —    | 23  | Dani Clos           | Racing Engineering      | 0      | DNF         | 04    | —                |
| —    | 26  | Luiz Razia          | Team AirAsia            | 0      | DNF         | 21    | —                |
| —    | 10  | Pål Varhaug         | DAMS                    | 0      | DNF         | 22    | —                |

1. ↑  Chilton erhielt nachträglich eine 20-Sekunden-Strafe für das Abkürzen der Strecke.

#### Sprintrennen
| Platz | Fahrer          | Team                 | Zeit      |
| ----- | --------------- | -------------------- | --------- |
| 1     | Stefano Coletti | Trident Racing       | 43:02,819 |
| 2     | Josef Král      | Arden International  | + 2,629   |
| 3     | Marcus Ericsson | iSport International | + 3,323   |
| SR    | Jules Bianchi   | Lotus ART            | 1:37,745  |

Das Sprintrennen auf dem Yas Marina Circuit fand am 12. Februar 2011 statt und ging über eine Distanz von 26 Runden à 4,730 km, was einer Gesamtdistanz von 122,980 km entspricht.
Bereits vorm Start wurde eine Untersuchung gegen Giedo van der Garde eingeleitet, da ein Mechaniker zu lange an seinem Auto war. Nachdem er nach dem Start auf den zweiten Platz hinter Stefano Coletti vorgefahren war, wurde er nach ein paar Runden mit einer Durchfahrtsstrafe belegt und fiel ans Ende des Feldes zurück.
Nachdem Romain Grosjean in der ersten Runde nach einem Dreher ausgefallen war, verlief das Rennen zunächst ohne Positionswechsel. Die ersten vier Piloten: Coletti, Sam Bird, Josef Král und Marcus Ericsson lösten sich vom Rest des Feldes. Dahinter lagen mit etwas Abstand Davide Valsecchi, Fabio Leimer, Jules Bianchi und Michael Herck.
Während die Position an der Spitze bis auf einen Ausfall von Bird unverändert blieben, gelang es Bianchi in der Schlussphase noch an Leimer und Valsecchi vorbeizufahren. Leimer wurde zudem noch von Herck überholt.
Coletti gewann schließlich sein erstes Rennen vor Král und Ericsson. Die weiteren Punkte gingen an Valsecchi, Herck und Leimer.
Bianchi kam zwar auf dem vierten Platz ins Ziel, er wurde aber zusammen mit Nathanaël Berthon und Charles Pic wegen des Ignorierens gelber Flaggen mit einer 20-Sekunden-Strafe belegt. Pic verlor damit seine Platzierung unter den ersten zehn Piloten und damit auch den Bonuspunkt für die schnellste Runde, für den man das Rennen unter den ersten zehn beenden musste. Bianchi, der nur auf den achten Platz zurückfiel, erhielt schließlich diesen Bonuspunkt.
In der Fahrerwertung blieben die ersten drei Positionen unverändert. Bei den Teams blieb Lotus ART in Führung. iSport International übernahm die zweite Position von DAMS.
| Pos. | Nr. | Fahrer              | Team                    | Runden | Zeit      | Start | Schnellste Runde |
| ---- | --- | ------------------- | ----------------------- | ------ | --------- | ----- | ---------------- |
| 01   | 18  | Stefano Coletti     | Trident Racing          | 26     | 43:02,819 | 01    | 1:38,530 (06.)   |
| 02   | 03  | Josef Král          | Arden International     | 26     | + 2,629   | 03    | 1:38,363 (07.)   |
| 03   | 01  | Marcus Ericsson     | iSport International    | 26     | + 3,323   | 05    | 1:38,259 (04.)   |
| 04   | 27  | Davide Valsecchi    | Team AirAsia            | 26     | + 11,531  | 06    | 1:38,620 (19.)   |
| 05   | 11  | Michael Herck       | Scuderia Coloni         | 26     | + 14,687  | 13    | 1:38,838 (15.)   |
| 06   | 20  | Fabio Leimer        | Rapax                   | 26     | + 17,175  | 10    | 1:38,972 (14.)   |
| 07   | 08  | Johnny Cecotto jr.  | Super Nova Racing       | 26     | + 25,351  | 15    | 1:39,111 (19.)   |
| 08   | 05  | Jules Bianchi       | Lotus ART               | 26     | + 29,434  | 08    | 1:37,745 (23.)   |
| 09   | 19  | Rodolfo González    | Trident Racing          | 26     | + 30,947  | 11    | 1:39,026 (12.)   |
| 10   | 04  | Jolyon Palmer       | Arden International     | 26     | + 32,897  | 14    | 1:39,565 (04.)   |
| 11   | 14  | Andrea Caldarelli   | Ocean Racing Technology | 26     | + 33,396  | 16    | 1:39,331 (05.)   |
| 12   | 06  | Esteban Gutiérrez   | Lotus ART               | 26     | + 33,643  | 22    | 1:39,052 (13.)   |
| 13   | 12  | James Jakes         | Scuderia Coloni         | 26     | + 34,526  | 17    | 1:38,956 (06.)   |
| 14   | 22  | Nathanaël Berthon   | Racing Engineering      | 26     | + 37,426  | 19    | 1:38,665 (23.)   |
| 15   | 07  | Fairuz Fauzy        | Super Nova Racing       | 26     | + 38,094  | 21    | 1:39,421 (09.)   |
| 16   | 26  | Luiz Razia          | Team AirAsia            | 26     | + 38,830  | 25    | 1:39,352 (12.)   |
| 17   | 21  | Julian Leal         | Rapax                   | 26     | + 39,280  | 20    | 1:39,314 (12.)   |
| 18   | 25  | Max Chilton         | Carlin                  | 26     | + 42,205  | 12    | 1:39,346 (04.)   |
| 19   | 15  | Oliver Turvey       | Ocean Racing Technology | 26     | + 42,677  | 18    | 1:39,398 (14.)   |
| 20   | 10  | Pål Varhaug         | DAMS                    | 26     | + 43,137  | 26    | 1:39,373 (19.)   |
| 21   | 16  | Charles Pic         | Barwa Addax Team        | 26     | + 45,493  | 09    | 1:37,656 (26.)   |
| 22   | 23  | Dani Clos           | Racing Engineering      | 26     | + 47,035  | 24    | 1:38,819 (18.)   |
| 23   | 17  | Giedo van der Garde | Barwa Addax Team        | 26     | + 49,926  | 04    | 1:38,546 (04.)   |
| 24   | 24  | Michail Aljoschin   | Carlin                  | 23     | DNF       | 23    | 1:39,359 (11.)   |
| —    | 02  | Sam Bird            | iSport International    | 21     | DNF       | 02    | 1:38,279 (07.)   |
| —    | 09  | Romain Grosjean     | DAMS                    | 0      | DNF       | 07    | —                |

1. 1 2 3  Nathanaël Berthon, Jules Bianchi und Charles Pic wurden wegen des Ignorierens gelber Flaggen jeweils mit einer 20-Sekunden-Strafe belegt.

### Rennwochenenden:  Bahrain International Circuit (abgesagt)
Das zweite Rennwochenende sollte ursprünglich vom 17. bis zum 19. Februar 2011 auf dem Bahrain International Circuit stattfinden. Wegen politischer Unruhen wurden zunächst Training und Qualifying verschoben. Wenig später wurde das gesamte Rennwochenende abgesagt.
Das Hauptrennen sollte über eine Distanz von 32 Runden à 5,412 km, was einer Gesamtdistanz von 173,184 km entsprochenen hätte, und das Sprintrennen über eine Distanz von 23 Runden à 5,412 km, was einer Gesamtdistanz von 124,746 km entsprochenen hätte, gehen.
Kurz darauf wurde auch das dritte Rennwochenende, das ursprünglich am 12. und 13. Februar 2011 ebenfalls auf dem Bahrain International Circuit stattfinden sollte, abgesagt.

### 2. Rennwochenende: Autodromo Enzo e Dino Ferrari

#### Hauptrennen
| Platz | Fahrer              | Team             | Zeit      |
| ----- | ------------------- | ---------------- | --------- |
| 1     | Romain Grosjean     | DAMS             | 52:59,103 |
| 2     | Giedo van der Garde | Barwa Addax Team | + 14,349  |
| 3     | Jules Bianchi       | Lotus ART        | + 17,527  |
| PP    | Romain Grosjean     | DAMS             | 1:27,067  |
| SR    | Romain Grosjean     | DAMS             | 1:28,097  |

Das Hauptrennen auf dem Autodromo Enzo e Dino Ferrari fand am 19. März 2011 statt und ging über eine Distanz von 35 Runden à 4,909 km, was einer Gesamtdistanz von 171,815 km entspricht.
Romain Grosjean verteidigte die Führung beim Start gegen Giedo van der Garde, der von Platz fünf ins Rennen ging. Jules Bianchi, der die Fahrerwertung vor dem Rennen angeführt hatte, startete nicht optimal und fiel hinter Josef Král auf den fünften Platz zurück. Bianchi befand sich zwischen den Arden-Piloten, da Jolyon Palmer hinter ihm lag. Palmer beschädigte sich allerdings in den ersten Runden seinen Frontflügel im Duell mit Bianchi und fiel ins hintere Feld zurück.
Während Grosjean ungefährdet auf der ersten Position lag und das Rennen dominierte, überholte Bianchi Král und übernahm die vierte Position. Bei seinem Boxenstopp gelang es ihm, an Michael Herck vorbei zu gehen. Weitere Positionsverbesserungen gelangen ihm nicht.
Für iSport International lief das Rennen nicht optimal. Zunächst fiel Sam Bird beim Start vom zweiten auf den achten Platz zurück. Im weiteren Verlauf kam es zu einer teaminternen Kollision zwischen Bird und Marcus Ericsson, bei der Bird ausfiel und Ericsson aus den Punkterängen fiel.
Grosjean kam schließlich auf dem ersten Platz ins Ziel und war zudem der Pilot, der die schnellste Rennrunde erzielt hatte. Van der Garde wurde vor Bianchi und Herck Zweiter. Dahinter war eine größere Lücke bis zum fünftplatzierten Piloten Stefano Coletti, der von Platz 16 ins Rennen ging. Die weiteren Punkte gingen an Fabio Leimer, Dani Clos und Fairuz Fauzy.
Ursprünglich kam Davide Valsecchi auf dem sechsten Platz ins Ziel, er wurde allerdings nachträglich wegen eines nicht regelkonformen Rennwagens disqualifiziert.
Durch den Sieg übernahm Grosjean die Führung in der Meisterschaft von Bianchi. Bei noch sieben zu vergebenden Punkten hatte Grosjean einen Vorsprung von fünf Punkten auf Bianchi.
| Pos. | Nr. | Fahrer              | Team                    | Runden | Zeit       | Start | Schnellste Runde |
| ---- | --- | ------------------- | ----------------------- | ------ | ---------- | ----- | ---------------- |
| 01   | 09  | Romain Grosjean     | DAMS                    | 35     | 52:59,103  | 01    | 1:28,097 (32.)   |
| 02   | 17  | Giedo van der Garde | Barwa Addax Team        | 35     | + 14,349   | 05    | 1:28,706 (28.)   |
| 03   | 05  | Jules Bianchi       | Lotus ART               | 35     | + 17,527   | 04    | 1:28,238 (30.)   |
| 04   | 11  | Michael Herck       | Scuderia Coloni         | 35     | + 21,502   | 03    | 1:28,837 (35.)   |
| 05   | 18  | Stefano Coletti     | Trident Racing          | 35     | + 41,228   | 16    | 1:29,563 (30.)   |
| 06   | 20  | Fabio Leimer        | Rapax                   | 35     | + 51,867   | 13    | 1:30,027 (31.)   |
| 07   | 23  | Dani Clos           | Racing Engineering      | 35     | + 52,813   | 20    | 1:30,038 (10.)   |
| 08   | 07  | Fairuz Fauzy        | Super Nova Racing       | 35     | + 53,964   | 21    | 1:29,566 (19.)   |
| 09   | 19  | Rodolfo González    | Trident Racing          | 35     | + 54,224   | 17    | 1:29,623 (24.)   |
| 10   | 01  | Marcus Ericsson     | iSport International    | 35     | + 54,661   | 07    | 1:29,676 (27.)   |
| 11   | 06  | Esteban Gutiérrez   | Lotus ART               | 35     | + 55,390   | 15    | 1:29,686 (27.)   |
| 12   | 03  | Josef Král          | Arden International     | 35     | + 55,840   | 06    | 1:29,811 (13.)   |
| 13   | 10  | Pål Varhaug         | DAMS                    | 35     | + 1:07,700 | 19    | 1:29,791 (14.)   |
| 14   | 15  | Oliver Turvey       | Ocean Racing Technology | 35     | + 1:19,721 | 14    | 1:30,205 (10.)   |
| 15   | 08  | Johnny Cecotto jr.  | Super Nova Racing       | 35     | + 1:20,567 | 22    | 1:29,732 (35.)   |
| 16   | 21  | Julian Leal         | Rapax                   | 35     | + 1:22,066 | 24    | 1:30,075 (14.)   |
| 17   | 14  | Andrea Caldarelli   | Ocean Racing Technology | 35     | + 1:24,224 | 12    | 1:29,945 (14.)   |
| 18   | 04  | Jolyon Palmer       | Arden International     | 35     | + 1:24,503 | 08    | 1:30,333 (14.)   |
| 19   | 24  | Michail Aljoschin   | Carlin                  | 35     | + 1:26,672 | 10    | 1:30,592 (14.)   |
| 20   | 16  | Charles Pic         | Barwa Addax Team        | 35     | + 1:29,215 | 23    | 1:30,284 (14.)   |
| 21   | 25  | Max Chilton         | Carlin                  | 35     | + 1:31,023 | 18    | 1:29,856 (16.)   |
| 22   | 12  | Luca Filippi        | Scuderia Coloni         | 35     | + 1:31,058 | 26    | 1:28,653 (15.)   |
| —    | 22  | Nathanaël Berthon   | Racing Engineering      | 15     | DNF        | 25    | 1:29,692 (12.)   |
| —    | 02  | Sam Bird            | iSport International    | 07     | DNF        | 02    | 1:30,816 (05.)   |
| —    | 26  | Luiz Razia          | Team AirAsia            | 0      | DNF        | 11    | —                |
| DSQ  | 27  | Davide Valsecchi    | Team AirAsia            | 35     | + 44,563   | 09    | 1:29,724 (35.)   |

#### Sprintrennen
| Platz | Fahrer              | Team               | Zeit      |
| ----- | ------------------- | ------------------ | --------- |
| 1     | Dani Clos           | Racing Engineering | 37:25,901 |
| 2     | Fabio Leimer        | Rapax              | + 0,931   |
| 3     | Giedo van der Garde | Barwa Addax Team   | + 4,007   |
| SR    | Romain Grosjean     | DAMS               | 1:28,772  |

Das Sprintrennen auf dem Autodromo Enzo e Dino Ferrari fand am 20. März 2011 statt und ging über eine Distanz von 25 Runden à 4,909 km, was einer Gesamtdistanz von 122,725 km entspricht.
Von der Pole-Position startend kam Fairuz Fauzy nicht gut ins Rennen und verlor mehrere Plätze. Vor der ersten Kurve fuhr er beim Bremsen ins Auto von Stefano Coletti, der darauf Jules Bianchi traf. Alle drei Piloten schieden aus. Bianchis Ausscheiden war gleichbedeutend mit dem vorzeitigen Titelgewinn von Romain Grosjean, der von keinem anderen Piloten mehr eingeholt werden konnte.
Die Spitzenposition nahm Dani Clos vom Start an ein und behielt diese bis zum Ende des Rennens, wobei er von Fabio Leimer unter Druck gesetzt wurde. Dritter wurde Giedo van der Garde. Grosjean, der die schnellste Runde erzielte, kam auf dem vierten Platz vor Esteban Gutiérrez, Michael Herck und Pål Varhaug ins Ziel.
Nach dem Rennen wurde Grosjean allerdings mit einer 20-Sekunden-Zeitstrafe belegt und fiel auf dem siebten Platz zurück. Grosjean hatte bei einem Überholversuch von Gutiérrez die Strecke abgekürzt und so einen Vorteil erzielt. Außerdem wurde Johnny Cecotto jr. mit einer nachträglichen 20-Sekunden-Zeitstrafe belegt, da die Rennkommissare ihm die Schuld für eine Kollision mit Sam Bird, bei der Bird ausschied, gaben. Cecottos Position (19.) blieb jedoch unverändert.
Grosjean wurde somit zum zweiten Mal nach 2008 GP2-Asia-Meister. Bianchi behielt den zweiten Gesamtrang vor van der Garde. In der Teamwertung gewann DAMS.
| Pos. | Nr. | Fahrer              | Team                    | Runden | Zeit       | Start | Schnellste Runde |
| ---- | --- | ------------------- | ----------------------- | ------ | ---------- | ----- | ---------------- |
| 01   | 23  | Dani Clos           | Racing Engineering      | 25     | 37:25,901  | 02    | 1:29,022 (04.)   |
| 02   | 20  | Fabio Leimer        | Rapax                   | 25     | + 0,931    | 03    | 1:29,081 (04.)   |
| 03   | 17  | Giedo van der Garde | Barwa Addax Team        | 25     | + 4,007    | 07    | 1:29,283 (07.)   |
| 04   | 06  | Esteban Gutiérrez   | Lotus ART               | 25     | +8,366     | 11    | 1:28,822 (05.)   |
| 05   | 11  | Michael Herck       | Scuderia Coloni         | 25     | + 15,312   | 05    | 1:29,577 (13.)   |
| 06   | 10  | Pål Varhaug         | DAMS                    | 25     | + 27,415   | 13    | 1:29,601 (04.)   |
| 07   | 09  | Romain Grosjean     | DAMS                    | 25     | + 27,826   | 08    | 1:28,772 (08.)   |
| 08   | 15  | Oliver Turvey       | Ocean Racing Technology | 25     | + 29,294   | 14    | 1:29,747 (08.)   |
| 09   | 03  | Josef Král          | Arden International     | 25     | + 29,721   | 12    | 1:29,482 (09.)   |
| 10   | 12  | Luca Filippi        | Scuderia Coloni         | 25     | + 30,139   | 22    | 1:29,699 (06.)   |
| 11   | 16  | Charles Pic         | Barwa Addax Team        | 25     | + 32,505   | 20    | 1:28,975 (12.)   |
| 12   | 14  | Andrea Caldarelli   | Ocean Racing Technology | 25     | + 36,006   | 17    | 1:29,700 (11.)   |
| 13   | 22  | Nathanaël Berthon   | Racing Engineering      | 25     | + 36,893   | 23    | 1:29,726 (12.)   |
| 14   | 26  | Luiz Razia          | Team AirAsia            | 25     | + 38,998   | 25    | 1:29,942 (15.)   |
| 15   | 25  | Max Chilton         | Carlin                  | 25     | + 39,815   | 21    | 1:29,150 (11.)   |
| 16   | 01  | Marcus Ericsson     | iSport International    | 25     | + 40,192   | 10    | 1:29,325 (15.)   |
| 17   | 27  | Davide Valsecchi    | Team AirAsia            | 25     | + 42,100   | 26    | 1:29,140 (13.)   |
| 18   | 21  | Julian Leal         | Rapax                   | 25     | + 1:05,466 | 16    | 1:29,129 (24.)   |
| 19   | 08  | Johnny Cecotto jr.  | Super Nova Racing       | 24     | + 1:26,224 | 15    | 1:29,562 (09.)   |
| 20   | 24  | Michail Aljoschin   | Carlin                  | 24     | + 1 Runde  | 19    | 1:29,332 (09.)   |
| —    | 02  | Sam Bird            | iSport International    | 20     | DNF        | 24    | 1:28,969 (12.)   |
| —    | 19  | Rodolfo González    | Trident Racing          | 14     | DNF        | 09    | 1:29,390 (12.)   |
| —    | 18  | Stefano Coletti     | Trident Racing          | 0      | DNF        | 04    | —                |
| —    | 04  | Jolyon Palmer       | Arden International     | 0      | DNF        | 18    | —                |
| —    | 05  | Jules Bianchi       | Lotus ART               | 0      | DNF        | 06    | —                |
| —    | 07  | Fairuz Fauzy        | Super Nova Racing       | 0      | DNF        | 01    | —                |

1. ↑  Romain Grosjean wurden wegen Abkürzens der Strecke mit einer nachträglichen 20-Sekunden-Zeitstrafe belegt.
2. ↑  Johnny Cecotto jr. wurde wegen Verursachens einer Kollision mit einer nachträglichen 20-Sekunden-Zeitstrafe belegt.

## Wertungen

### Punktesystem
Beim Hauptrennen (HAU) bekamen die ersten acht des Rennens 10, 8, 6, 5, 4, 3, 2 bzw. 1 Punkt(e). Beim Sprintrennen (SPR) erhielten die ersten sechs des Rennens 6, 5, 4, 3, 2 bzw. 1 Punkt(e). Zusätzlich erhielt der Gewinner des Qualifyings, der im Hauptrennen von der Pole-Position startete, zwei Punkte. Der Fahrer, der von den ersten zehn klassifizierten Fahrern die schnellste Rennrunde erzielte, erhielt ebenfalls einen Punkt.
| Punkteverteilung | Punkteverteilung | Punkteverteilung | Punkteverteilung | Punkteverteilung | Punkteverteilung | Punkteverteilung | Punkteverteilung | Punkteverteilung | Punkteverteilung | Punkteverteilung | Punkteverteilung | Punkteverteilung |
| ---------------- | ---------------- | ---------------- | ---------------- | ---------------- | ---------------- | ---------------- | ---------------- | ---------------- | ---------------- | ---------------- | ---------------- | ---------------- |
| Platz            | 1                | 2                | 3                | 4                | 5                | 6                | 7                | 8                | 9                | 10               | PP               | SR               |
| Hauptrennen      | 10               | 8                | 6                | 5                | 4                | 3                | 2                | 1                | 0                | 0                | 2                | 1                |
| Sprintrennen     | 6                | 5                | 4                | 3                | 2                | 1                | 0                | 0                | 0                | 0                | –                | 1                |

### Fahrerwertung
| Pos. | Fahrer           | UAE | UAE | ITA | ITA | Punkte |
| Pos. | Fahrer           | HAU | SPR | HAU | SPR | Punkte |
| ---- | ---------------- | --- | --- | --- | --- | ------ |
| 01   | R. Grosjean      | 2   | DNF | 1   | 7   | 24     |
| 02   | J. Bianchi       | 1   | 8   | 3   | DNF | 18     |
| 03   | G. van der Garde | 5   | 23  | 2   | 3   | 16     |
| 04   | S. Coletti       | 8   | 1   | 5   | DNF | 11     |
| 05   | F. Leimer        | 10  | 6   | 6   | 2   | 9      |
| 06   | M. Ericsson      | 4   | 3   | 10  | 16  | 9      |
| 07   | D. Valsecchi     | 3   | 4   | DSQ | 17  | 9      |
| 08   | M. Herck         | 13  | 5   | 4   | 5   | 9      |
| 09   | D. Clos          | DNF | 22  | 7   | 1   | 8      |
| 10   | J. Král          | 6   | 2   | 12  | 9   | 8      |
| 11   | E. Gutiérrez     | DNF | 12  | 11  | 4   | 3      |
| 12   | S. Bird          | 7   | DNF | DNF | DNF | 2      |
| 13   | P. Varhaug       | DNF | 20  | 13  | 6   | 1      |
| 14   | F. Fauzy         | DNF | 15  | 8   | DNF | 1      |
| 15   | J. Cecotto       | 15  | 7   | 15  | 19  | 0      |
| 16   | O. Turvey        | 18  | 19  | 14  | 8   | 0      |
| 17   | R. González      | 11  | 9   | 9   | DNF | 0      |
| 18   | C. Pic           | 9   | 21  | 20  | 11  | 0      |
| 19   | J. Palmer        | 14  | 10  | 18  | DNF | 0      |
| 20   | L. Filippi       |     |     | 22  | 10  | 0      |
| 21   | A. Caldarelli    | 16  | 11  | 17  | 12  | 0      |
| 22   | M. Chilton       | 12  | 18  | 21  | 15  | 0      |
| 23   | N. Berthon       | DNF | 14  | DNF | 13  | 0      |
| 24   | J. Jakes         | 17* | 13  |     |     | 0      |
| 25   | L. Razia         | DNF | 16  | DNF | 14  | 0      |
| 26   | J. Leal          | DNF | 17  | 16  | 18  | 0      |
| 27   | M. Aljoschin     | DNF | 24* | 19  | 20  | 0      |
| Pos. | Fahrer           | HAU | SPR | HAU | SPR | Punkte |
| Pos. | Fahrer           | UAE | UAE | ITA | ITA | Punkte |

| Legende  | Legende            | Legende                                                          |
| Farbe    | Abkürzung          | Bedeutung                                                        |
| -------- | ------------------ | ---------------------------------------------------------------- |
| Gold     | –                  | Sieg                                                             |
| Silber   | –                  | 2. Platz                                                         |
| Bronze   | –                  | 3. Platz                                                         |
| Grün     | –                  | Platzierung in den Punkten                                       |
| Blau     | –                  | Klassifiziert außerhalb der Punkteränge                          |
| Violett  | DNF                | Rennen nicht beendet (did not finish)                            |
| Violett  | NC                 | nicht klassifiziert (not classified)                             |
| Rot      | DNQ                | nicht qualifiziert (did not qualify)                             |
| Rot      | DNPQ               | in Vorqualifikation gescheitert (did not pre-qualify)            |
| Schwarz  | DSQ                | disqualifiziert (disqualified)                                   |
| Weiß     | DNS                | nicht am Start (did not start)                                   |
| Weiß     | WD                 | zurückgezogen (withdrawn)                                        |
| Hellblau | PO                 | nur am Training teilgenommen (practiced only)                    |
| Hellblau | TD                 | Freitags-Testfahrer (test driver)                                |
| ohne     | DNP                | nicht am Training teilgenommen (did not practice)                |
| ohne     | INJ                | verletzt oder krank (injured)                                    |
| ohne     | EX                 | ausgeschlossen (excluded)                                        |
| ohne     | DNA                | nicht erschienen (did not arrive)                                |
| ohne     | C                  | Rennen abgesagt (cancelled)                                      |
| ohne     | keine WM-Teilnahme |                                                                  |
| sonstige | P/fett             | Pole-Position                                                    |
| sonstige | 1/2/3/4/5/6/7/8    | Punktplatzierung im Sprint-/Qualifikationsrennen                 |
| sonstige | SR/kursiv          | Schnellste Rennrunde                                             |
| sonstige | *                  | nicht im Ziel, aufgrund der zurückgelegten Distanz aber gewertet |
| sonstige | ()                 | Streichresultate                                                 |
| sonstige | unterstrichen      | Führender in der Gesamtwertung                                   |

### Teamwertung
| Pos. | Team                    | Auto # | UAE | UAE | ITA | ITA | Punkte |
| Pos. | Team                    | Auto # | HAU | SPR | HAU | SPR | Punkte |
| ---- | ----------------------- | ------ | --- | --- | --- | --- | ------ |
| 01   | DAMS                    | 09     | 2   | DNF | 1   | 7   | 25     |
| 01   | DAMS                    | 10     | DNF | 20  | 13  | 6   | 25     |
| 02   | Lotus ART               | 05     | 1   | 8   | 3   | DNF | 21     |
| 02   | Lotus ART               | 06     | DNF | 12  | 11  | 4   | 21     |
| 03   | Barwa Addax Team        | 16     | 9   | 21  | 20  | 11  | 16     |
| 03   | Barwa Addax Team        | 17     | 5   | 23  | 2   | 3   | 16     |
| 04   | Trident Racing          | 18     | 8   | 1   | 5   | DNF | 11     |
| 04   | Trident Racing          | 19     | 11  | 9   | 9   | DNF | 11     |
| 05   | iSport International    | 01     | 4   | 3   | 10  | 16  | 11     |
| 05   | iSport International    | 02     | 7   | DNF | DNF | DNF | 11     |
| 06   | Rapax                   | 20     | 10  | 6   | 6   | 2   | 9      |
| 06   | Rapax                   | 21     | DNF | 17  | 16  | 18  | 9      |
| 07   | Team AirAsia            | 26     | DNF | 16  | DNF | 14  | 9      |
| 07   | Team AirAsia            | 27     | 3   | 4   | DSQ | 17  | 9      |
| 08   | Scuderia Coloni         | 11     | 13  | 5   | 4   | 5   | 9      |
| 08   | Scuderia Coloni         | 12     | 17* | 13  | 22  | 10  | 9      |
| 09   | Racing Engineering      | 22     | DNF | 14  | DNF | 13  | 8      |
| 09   | Racing Engineering      | 23     | DNF | 22  | 7   | 1   | 8      |
| 10   | Arden International     | 03     | 6   | 2   | 12  | 9   | 8      |
| 10   | Arden International     | 04     | 14  | 10  | 18  | DNF | 8      |
| 11   | Super Nova Racing       | 07     | DNF | 15  | 8   | DNF | 1      |
| 11   | Super Nova Racing       | 08     | 15  | 7   | 15  | 19  | 1      |
| 12   | Ocean Racing Technology | 14     | 16  | 11  | 17  | 12  | 0      |
| 12   | Ocean Racing Technology | 15     | 18  | 19  | 14  | 8   | 0      |
| 13   | Carlin                  | 24     | DNF | 24* | 19  | 20  | 0      |
| 13   | Carlin                  | 25     | 12  | 18  | 21  | 15  | 0      |
| Pos. | Team                    | Auto # | HAU | SPR | HAU | SPR | Punkte |
| Pos. | Team                    | Auto # | UAE | UAE | ITA | ITA | Punkte |

| Legende  | Legende            | Legende                                                          |
| Farbe    | Abkürzung          | Bedeutung                                                        |
| -------- | ------------------ | ---------------------------------------------------------------- |
| Gold     | –                  | Sieg                                                             |
| Silber   | –                  | 2. Platz                                                         |
| Bronze   | –                  | 3. Platz                                                         |
| Grün     | –                  | Platzierung in den Punkten                                       |
| Blau     | –                  | Klassifiziert außerhalb der Punkteränge                          |
| Violett  | DNF                | Rennen nicht beendet (did not finish)                            |
| Violett  | NC                 | nicht klassifiziert (not classified)                             |
| Rot      | DNQ                | nicht qualifiziert (did not qualify)                             |
| Rot      | DNPQ               | in Vorqualifikation gescheitert (did not pre-qualify)            |
| Schwarz  | DSQ                | disqualifiziert (disqualified)                                   |
| Weiß     | DNS                | nicht am Start (did not start)                                   |
| Weiß     | WD                 | zurückgezogen (withdrawn)                                        |
| Hellblau | PO                 | nur am Training teilgenommen (practiced only)                    |
| Hellblau | TD                 | Freitags-Testfahrer (test driver)                                |
| ohne     | DNP                | nicht am Training teilgenommen (did not practice)                |
| ohne     | INJ                | verletzt oder krank (injured)                                    |
| ohne     | EX                 | ausgeschlossen (excluded)                                        |
| ohne     | DNA                | nicht erschienen (did not arrive)                                |
| ohne     | C                  | Rennen abgesagt (cancelled)                                      |
| ohne     | keine WM-Teilnahme |                                                                  |
| sonstige | P/fett             | Pole-Position                                                    |
| sonstige | 1/2/3/4/5/6/7/8    | Punktplatzierung im Sprint-/Qualifikationsrennen                 |
| sonstige | SR/kursiv          | Schnellste Rennrunde                                             |
| sonstige | *                  | nicht im Ziel, aufgrund der zurückgelegten Distanz aber gewertet |
| sonstige | ()                 | Streichresultate                                                 |
| sonstige | unterstrichen      | Führender in der Gesamtwertung                                   |